# Toby

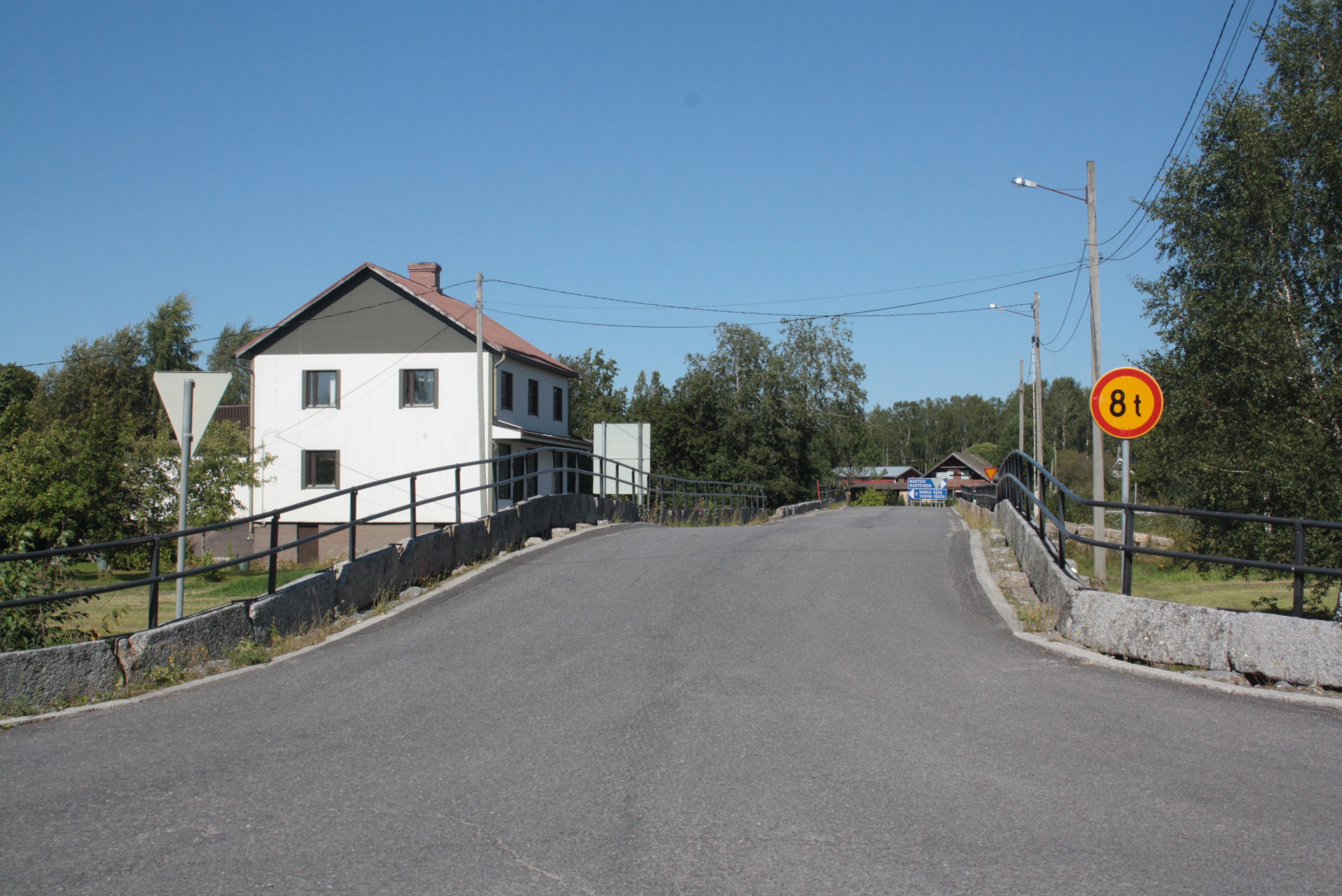
Toby och stenbro i augusti 2015.

Toby är en tvåspråkig by i Korsholms kommun, Österbotten, fi.: Tuovila. Cirka 10 km utanför staden Vasa, Finland. Byn hade fram till 1980-talet en järnvägsstation. Järnvägsstationen är numera nedlagd och riven, och kvar finns endast dess lilla parkområde.
Toby stenbro går över Toby å och fungerar som trafikförbindelse mellan byarna Toby och Helsingby. Bron är den äldsta landsvägsbron av sten i Finland. Byggandet av bron påbörjades år 1780 och var färdigt följande år. I april 1969 utförde man reparationer på bron och förstärkte brovalven med bindjärn. Sommaren och hösten år 2009 gjordes en grundlig renovering av bron, där man reparerade kanterna - många kantstenar var spruckna och några hade fallit ner i ån - och säkrade brovalven med cementinjektioner. Den gamla asfalten togs bort, vägbanans grund förnyades och ny asfalt lades på. Man lät även uppföra räcken i järn, längsmed båda sidorna av bron.Grannbyar till Toby är: Helsingby, Karkmo, Veikars [utt. veickars], Runsor [utt. ronnsårr].